# Simulium barbatipes
Simulium barbatipes är en tvåvingeart som först beskrevs av Günther Enderlein 1934.  Simulium barbatipes ingår i släktet Simulium och familjen knott. Inga underarter finns listade i Catalogue of Life.